# Aeroportul Huatugou
Aeroportul Huatugou (IATA: HTT, ICAO: ZLHX) este un aeroport din Huatugou⁠(d), Mangnai⁠(d), Haixi Mongol and Tibetan Autonomous Prefecture⁠(d), Qinghai, Republica Populară Chineză ce deservește zona Mangnai⁠(d). Aeroportul a fost tranzitat în 2022 de 24.734 de pasageri. A fost deschis în 26 iunie 2015.
Situat la o altitudine de 2.945 m, aeroportul dispune de o singură pistă.